# Деспина (спътник)
Вижте пояснителната страница за други значения на Деспина.
Деспина е третият открит естествен спътник на Нептун. Носи името на Деспина — нимфа от древногръцката митология. Като алтернатива се употребява и името Нептун 5.
Спътникът е открит през 1989 г. на снимки заснети от Вояджър 2. Дадено му е предварителното означение S/1989 N 3
Деспина има неправилна форма, без следи от геологична активност. Поради под-стационарната орбита, орбиталният радиус на спътника бавно намалява поради приливните сили на Нептун и в далечното бъдеще той ще се разпръсне във формата на планетарен пръстен или ще бъде погълнат от атмосферата на планетата.